# Typhlodromus neobakeri
Typhlodromus neobakeri är en spindeldjursart som beskrevs av N. Prasad 1968. Typhlodromus neobakeri ingår i släktet Typhlodromus och familjen Phytoseiidae. Inga underarter finns listade i Catalogue of Life.